# Schizocladia
Schizocladia је монотипски род хетероконтних алги — обухвата само морску врсту Schizocladia ischiensis, пронађену у близини Напуља. Вегетатини талус је изграђен од гранатих филамената пречника 3—7 µm. Поседују 1—2 хлоропласта светлобраон боје. Очна мрља постоји, резервне материје су још увек непознате. Најсродније групе овом роду су мрке алге, па Phaeothamniophyceae и жутозелене алге.